# Naranga aerata
Naranga aerata är en fjärilsart som beskrevs av W. Warren 1913. Naranga aerata ingår i släktet Naranga och familjen nattflyn. Inga underarter finns listade i Catalogue of Life.